# Charaxes caliginosa
Charaxes caliginosa är en fjärilsart som beskrevs av Le Cerf 1923. Charaxes caliginosa ingår i släktet Charaxes och familjen praktfjärilar. Inga underarter finns listade i Catalogue of Life.